# Sigsjön
Sigsjön är en sjö i Malung-Sälens kommun i Dalarna och ingår i Dalälvens huvudavrinningsområde. Sjön har en area på 0,126 kvadratkilometer och ligger 620,8 meter över havet. Sjön avvattnas av vattendraget Ogströmmen (Ogan). Vid provfiske har röding fångats i sjön.

## Delavrinningsområde
Sigsjön ingår i det delavrinningsområde (675156-137889) som SMHI kallar för Namn saknas. Medelhöjden är 536 meter över havet och ytan är 12,46 kvadratkilometer. Det finns inga avrinningsområden uppströms utan avrinningsområdet är högsta punkten. Ogströmmen (Ogan) som avvattnar avrinningsområdet har biflödesordning 4, vilket innebär att vattnet flödar genom totalt 4 vattendrag innan det når havet efter 448 kilometer. Avrinningsområdet består mestadels av skog (48 procent) och sankmarker (49 procent). Avrinningsområdet har 0,24 kvadratkilometer vattenytor vilket ger det en sjöprocent på 1,9 procent.